# David Carnegie, X conte di Northesk
David John Carnegie (1º dicembre 1865 – 5 dicembre 1921) è stato un nobile scozzese.

Earls of Northesk

Nacque dal Ten.-Col. George Carnegie, IX conte di Northesk e da Elizabeth Georgina Frances Elliot il 1º dicembre 1865.
Sposò Elizabeth Boyle Hallowes, figlia del Magg.-Gen. George Skene Hallowes, il 3 febbraio 1894 ed ebbe due figli:
- David Ludovic George Hopetoun Carnegie, XI conte di Northesk (24 settembre 1901 - 1963)
- Lady Katharine Jane Elizabeth Carnegie (25 giugno 1904 - 2 aprile 1949)

Fu aiutante di campo (ADC) del Governatore di Victoria negli anni 1889-91 e 1895-95. Fu rappresentante dei Pari (Conservatori) per la Scozia nel 1900.
Morì il 5 dicembre 1921 all'età di 56 anni.